# Neesioscyphus allionii
Neesioscyphus allionii là một loài rêu trong họ Balantiopsaceae. Loài này được Stephani Grolle mô tả khoa học đầu tiên năm 1966.